# 聚花荚蒾
聚花荚蒾（学名：Viburnum glomeratum）是五福花科荚蒾属的植物。分布于缅甸以及中国大陆的甘肃、云南、河南、宁夏、陕西、湖北、四川等地，生长于海拔1,100米至3,200米的地区，见于灌丛中、山谷林中和草坡的阴湿处，目前尚未由人工引种栽培。

## 别名
丛花荚蒾（拉汉种子植物名称） 球花荚蒾（中国高等植物图鉴）

## 异名
- Viburnum glomeratum Maxim. ssp. magnificum (Hsu) Hsu
- Viburnum glomeratum Maxim. ssp. rotundifolium (Hsu) Hsu